# 임철형
임철형(1974년 4월 25일 ~ )은 대한민국의 배우, 연출가다.

## 학력
- 계원예술고등학교
- 서울예술대학 연극과

## 출연작

### 영화
- 《행복의 나라》(2024년) - 한호석 역
- 《30일》 (2023년) - 홍장군 역
- 《서울의 봄》 (2023년) - 대통령 경호실장 역
- 《리미트》 (2022년) - 박혁준 역
- 《경관의 피》 (2022년)
- 《롱 리브 더 킹: 목포 영웅》 (2019년) - 이스트해양개발 김 회장 역
- 《창궐》 (2018년) - 도부장 역
- 《인랑》 (2018년) - 조사위 대변인 역
- 《게이트》 (2018년) - 은탁 역
- 《1987》 (2017년) - 정보국장 역
- 《로마의 휴일》 (2017년) - 서 국장 역
- 《형》 (2016년) - 중년남 역
- 《파일 - 4022일의 사육》 (2015년) - 홍 선배 역
- 《성난 변호사》 (2015년) - 윤 계장 역
- 《개를 훔치는 완벽한 방법》 (2014년) - 형사 2 역
- 《마이 리틀 히어로》 (2013년) - 최호진 역
- 《박수건달》 (2013년) - 점집형사 역
- 《점쟁이들》 (2012년) - 장 회장 역
- 《슬픔보다 더 슬픈 이야기》 (2009년) - 캣걸 작곡가 역
- 《마이 캡틴 김대출》 (2006년) - 의사 역

### 드라마
- 《노무사 노무진》 (2025년, MBC) - 최 사장 역
- 《나의 해리에게》 (2024년, ENA) - 윤종현 역 (특별출연)
- 《두뇌공조》 (2023년, KBS2) - 박치국 역
- 《닥터 로이어》 (2022년, MBC) - 남혁철 역
- 《군검사 도베르만》 (2022년, tvN) - 원기춘 역
- 《검은 태양》 (2021년, MBC) - 김동환 역
- 《꽃 피면 달 생각하고》 (2021년, KBS2) - 남태형 역
- 《유 레이즈 미 업》 (2021년, waave) - 춘삼 부 역
- 《라켓소년단》 (2021년, SBS) - 나우찬의 아버지 역
- 《카이로스》 (2020년, MBC) - 박호영 역
- 《악의 꽃》 (2020년, tvN) - 윤상필 역
- 《번외수사》 (2020년, OCN) - 서인재 역
- 《시크릿 부티크》 (2019년, SBS) - 조양오 역
- 《이몽》 (2019년, MBC)
- 《슬기로운 감빵생활》 (2017년, tvN) - 김혁권 감독 역
- 《크리미널 마인드》 (2017년, tvN) - 한기연 역
- 《장영실》 (2016년, KBS1) - 윤봉 역
- 《뱀파이어 검사 2》 (2012년, OCN) - 공두훈 역

### 방송
- 《인생수업》 (2014년, EBS)

### 공연
- 《셰익스피어 인 러브》 (2023) - 페니맨 역
- 《이블데드》 (2017)
- 《벽을 뚫는 남자》 (2015-2016) - 부장 죄수 검사
- 《택시 드리벌》 (2015) - 어깨3 / 회사원3
- 《데스트랩》 (2015) - 시드니 브륄
- 《벽을 뚫는 남자》 (2013-2014) - 듀블 / 연출
- 《벽을 뚫는 남자》 (2012-2013) - 연출
- 《미녀는 괴로워》 (2011-2012) - 연출
- 《명성황후》 (2010) - 미우라
- 《코러스라인》 (2010)
- 《대장금 - 시즌3》 (2010) - 오겸호
- 《요덕스토리》 (2010) - 라혁철 소좌
- 《명성황후》 (2009) - 미우라
- 《펌프보이즈》 (2009) - 연출
- 《레인맨》 (2009) - 연출
- 《아일랜드》 (2009) - 연출
- 《이블데드》 (2008) - 연출
- 《내 마음의 풍금》 (2008) - 박봉대
- 《新행진, 와이키키!》 (2008)
- 《이블데드》 (2008) - 연출
- 《벽을 뚫는 남자》 (2007-2008) - 부장
- 《첫사랑》 (2007) - 황자두
- 《풀몬티》 (2006-2007) - 데이브
- 《찰리브라운》 (2006) - 쉬로우더
- 《벽을 뚫는 남자》 (2006) - 부장
- 《아가씨와 건달들》 (2005) - 나싼
- 《태풍》 (2001)
- 《대박》 (2000년) - 놀부